# Łystwyn
Łystwyn (ukr. Листвин) – wieś na Ukrainie, w obwodzie żytomierskim, w rejonie owruckim, nad Noryniem. W 2022 roku liczyła 1080 mieszkańców.